# Веселі, брате, часи настали...
Веселі, брате, часи настали… — сольний сингл соліста українського гурту «Океан Ельзи»  Святослава Вакарчука, який вийшов 14 листопада 2006 року одночасно з відеокліпом, який відзняв режисер Віктор Придувалов. 
Пісня отримала широку популярність, насамперед, завдяки песимістичному тексту, який був сприйнятий багатьма як розчарування Вакарчука у Помаранчевій революції.
Усі отримані від продажу синглу кошти передано для обласного спеціалізованого будинку дитини в Макіївці Донецької області.

## Композиції
1. Веселі, брате, часи настали… (3:32)
2. Веселі, брате, часи настали… (відео)

## Музиканти
1. Святослав Вакарчук — вокал
2. Петро Чернявський — гітара
3. Денис Дудко — бас-гітара
4. Мілош Єліч — клавішні
5. Денис Глінін — барабани
6. Володимир Войт — бандура